# Vicente Marchetti Zioni
Dom Vicente Ângelo José Marchetti Zioni (São Paulo, 14 de dezembro de 1911 — Brasília, 15 de agosto de 2007), foi um arcebispo católico brasileiro, primeiro bispo de Bauru e segundo arcebispo de Botucatu.
Zioni foi ordenado sacerdote em 11 de abril de 1936. Foi nomeado em 20 de abril de 1955 pelo Papa Pio XII, como bispo-auxiliar de São Paulo, com a sé titular de Lauzadus.
Foi sagrado bispo a 29 de junho, na Catedral da Sé, pelo núncio apostólico no Brasil, Arcebispo Armando Lombardi, tendo como consagrantes, dom Antônio Maria Alves de Siqueira e dom Paulo Rolim Loureiro.
Em 25 de março de 1964, Dom Vicente foi nomeado para a recém-criada Diocese de Bauru. Participou como padre conciliar de três sessões do Concílio Vaticano II. Na nova diocese, organizou a Cúria Diocesana e seu arquivo, construiu um Seminário Diocesano, criou novas paróquias e quinze capelas.
Em 27 de março de 1968, com a renúncia de D. Henrique Golland Trindade ao cargo de arcebispo metropolitano de Botucatu, Dom Vicente Zioni foi escolhido como seu sucessor. Entretanto, sua posse demorou a acontecer, pois parte do clero da Arquidiocese se opôs à sua nomeação, por considerá-lo conservador. Em seu governo, criou o Seminário Maior de Filosofia e Teologia João Paulo II, o curso de Teologia para leigos e um grande número de paróquias. Incentivou os movimentos Treinamento de Liderança Cristã e Cursilho. Também criou a primeira paróquia hospitalar do Brasil (São Lucas). 
Dom Zioni foi consagrador principal de D. Giovanni Gazza, SX (1962). E principal co-consagrador de:
- D. Agnelo Rossi (1956);
- D. José Thurler (1959);
- D. Aníger de Francisco de Maria Melillo (1960);
- D. Pedro Paulo Koop, MSC (1964);
- D. Celso Pereira de Almeida, OP (1972);
- D. Walter Bini, SDB (1984);
- D. Irineu Danelon, SDB (1988).

Renunciou em 30 de maio de 1989. Dom Vicente Ângelo Marchetti Zioni faleceu na na Vila dos Meninos “Sagrada Família”, em Botucatu, devido a complicações de uma pneumonia. Foi sepultado na Capela da Ressurreição da Catedral Sant'Ana.